# Uunartoq Qeqertaq
Uunartoq Qeqertaq (Groenlands: Het opwarmende eiland) is een onbewoond eiland voor de kust van Liverpoolland in het oosten van Groenland. Lange tijd werd gedacht dat het een schiereiland betrof omdat het via een ijslaag verbonden was met het vasteland. In september 2005 ontdekte de Amerikaan Dennis Schmitt dat het een eiland was. Het eiland was vrijgekomen van de kust doordat het ijs zich had teruggetrokken. Op foto's uit 2002 was het eiland nog verbonden met het vasteland. Er is geopperd dat het terugtrekken van het ijs rond het eiland een direct gevolg is van de opwarming van de Aarde.

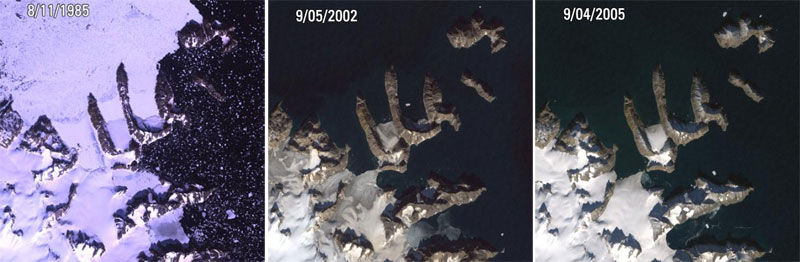
Een vergelijking van satellietbeelden uit 1985, 2002 en 2005.